# Суффолькская лошадь
Су́ффолькская — английская порода тяжеловозных лошадей, возникшая в графстве Саффолк около XV века. Первые записи о данной породе лошадей датируются 1506 годом.
Современные лошади данной породы ведут свою родословную от одного жеребца, который был официально зарегистрирован в племенной книге в 1760 году в Великобритании. По другим данным, прародителем современных Суффольских лошадей является жеребец по имени Лошадь из Аффорда, рожденный в 1768 году.
Второе название породы - Суффольский панч.

## Описание породы
Лошадь среднего роста, средняя высота в холке 1,65 метра. Животные данной породы имеют характерную крупную голову и крепкую шею, мощные ноги (обхват пясти может достигать 25 сантиметров). Тело обладает выраженным рельефом мышц, массивное, крепкое.
Особенностью породы является несимметричное расположение конечностей. Задние ноги Суффолькских лошадей расположены ближе друг к другу, чем передние.
У лошадей этой породы в окрасе допускаются только различные оттенки рыжей и каштановой масти. При этом допустимым является наличие небольших белых отметин. 
Суффольские лошади, в отличие от большинства тяжеловозов, не имеют щетки (выраженного оволосения) на ногах.
Лошади этой породы отличаются ранним взрослением и долгой жизнью.

## Характер
Суффольксские лошади обладают покладистым, спокойным характером. Не склонны к конфликтам, что позволяет успешно использовать их в упряжке.
Обладают развитым интеллектом, что позволяет использовать этих лошадей для широкого спектра различных работ.
Представители этой породы лояльны к детям, что позволяет использовать их для обучения детей верховой езде.

## Использование породы
Лошади этой породы изначально использовались английскими фермерами в качестве сельскохозяйственной. Эти животные хорошо приспособлены для работы как в упряжке, так и на плуге на пахотных работах.
Лошади данной породы не требовательны к условиям содержания, что способствовало их распространению и популярности у фермеров. Кроме того, особенностью  этих лошадей, способствовавшей их использованию в сельском хозяйстве, можно назвать тот факт, что они потребляют пищи меньше, чем представители других аналогичных по функционалу пород.

В настоящее время Суффолькские лошади используются как в качестве фермерских, так и в качестве упряжных лошадей в городских условиях, и на соревнованиях в шоу-рингах.